# ISO 3166-2:IT
Kódy ISO 3166-2 pro Itálii identifikují 15 regionů, 5 autonomních regionů, 80 provincií, 2 autonomní provincie, 14 metropolitních měst, 6 volných sdružení obcí a 4 decentralizované regionální jednotky (stav v roce 2020). První část (IT) je mezinárodní kód pro Itálii, druhá část sestává z dvou písmen identifikujících provincii či dvou číslic v případě krajů.

## Seznam kódů

### Regiony
```
IT-65 
Abruzzo

IT-77 
Basilicata

IT-78 
Calabria

IT-72 
Campania

IT-45 
Emilia-Romagna

IT-62 
Lazio

IT-42 
Liguria

IT-25 
Lombardia

IT-57 
Marche

IT-67 
Molise

IT-21 
Piemonte

IT-75 
Puglia

IT-52 
Toscana

IT-55 
Umbria

IT-34 
Veneto
```

### Autonomní regiony
```
IT-23 
Valle d'Aosta

IT-36 
Friuli-Venezia Giulia

IT-88 
Sardegna

IT-82 
Sicilia

IT-32 
Trentino-Alto Adige
```

### Provincie
```
IT-AL 
Alessandria

IT-AN 
Ancona

IT-AP 
Ascoli Piceno

IT-AQ 
L'Aquila

IT-AR 
Arezzo

IT-AT 
Asti

IT-AV 
Avellino

IT-BG 
Bergamo

IT-BI 
Biella

IT-BL 
Belluno

IT-BN 
Benevento

IT-BR 
Brindisi

IT-BS 
Brescia

IT-BT 
Barletta-Andria-Trani

IT-CB 
Campobasso

IT-CE 
Caserta

IT-CH 
Chieti

IT-CN 
Cuneo

IT-CO 
Como

IT-CR 
Cremona

IT-CS 
Cosenza

IT-CZ 
Catanzaro

IT-FC 
Forlì-Cesena

IT-FE 
Ferrara

IT-FG 
Foggia

IT-FM 
Fermo

IT-FR 
Frosinone

IT-GR 
Grosseto

IT-IM 
Imperia

IT-IS 
Isernia

IT-KR 
Crotone

IT-LC 
Lecco

IT-LE 
Lecce

IT-LI 
Livorno

IT-LO 
Lodi

IT-LT 
Latina

IT-LU 
Lucca

IT-MB 
Monza a Brianza

IT-MC 
Macerata

IT-MN 
Mantova

IT-MO 
Modena

IT-MS 
Massa-Carrara

IT-MT 
Matera

IT-NO 
Novara

IT-NU 
Nuoro

IT-OR 
Oristano

IT-PC 
Piacenza

IT-PD 
Padova

IT-PE 
Pescara

IT-PG 
Perugia

IT-PI 
Pisa

IT-PO 
Prato

IT-PR 
Parma

IT-PU 
Pesaro a Urbino

IT-PT 
Pistoia

IT-PV 
Pavia

IT-PZ 
Potenza

IT-RA 
Ravenna

IT-RE 
Reggio Emilia

IT-RI 
Rieti

IT-RN 
Rimini

IT-RO 
Rovigo

IT-SA 
Salerno

IT-SI 
Siena

IT-SO 
Sondrio

IT-SP 
La Spezia

IT-SS 
Sassari

IT-SV 
Savona

IT-SV 
Sud Sardegna

IT-TA 
Taranto

IT-TE 
Teramo

IT-TR 
Terni

IT-TV 
Treviso

IT-VA 
Varese

IT-VB 
Verbano-Cusio-Ossola

IT-VC 
Vercelli

IT-VI 
Vicenza

IT-VR 
Verona

IT-VT 
Viterbo

IT-VV 
Vibo Valentia
```

### Autonomní provincie
```
IT-TN 
Trento

IT-BZ 
Bolzano
```

### Metropolitní města
```
IT-BA 
Bari

IT-BO 
Bologna

IT-CA 
Cagliari

IT-CT 
Catania

IT-NA 
Napoli

IT-GE 
Genova

IT-TO 
Torino

IT-VE 
Venezia

IT-RM 
Roma

IT-ME 
Messina

IT-MI 
Milano

IT-PA 
Palermo

IT-RC 
Reggio Calabria

IT-FI 
Firenze
```

### Volná sdružení obcí
```
IT-EN 
Enna

IT-RG 
Ragusa

IT-SR 
Siracusa

IT-TP 
Trapani

IT-AG 
Agrigento

IT-CL 
Caltanissetta
```

### Decentralizované regionální jednotky
```
IT-GO Gorizia
IT-PN Pordenone
IT-TS Trieste
IT-UD Udine
```